# Cephalota
Genre
Cephalota est un genre de coléoptères de la sous-famille des Cicindelinae (famille des Carabidae).

## Liste des espèces
Selon GBIF (26 octobre 2024) :
- Cephalota atrata (Pallas, 1776)
- Cephalota besseri (Dejean, 1826)
- Cephalota chiloleuca (Fischer von Waldheim, 1820)
- Cephalota circumdata (Dejean, 1822)
- Cephalota deserticola (Faldermann, 1836)
- Cephalota deserticoloides (Codina, 1931)
- Cephalota dulcinea Lopez & de la Rosa&Baena, 2006
- Cephalota eiselti (Mandl, 1967)
- Cephalota elegans (Fischer von Waldheim, 1823)
- Cephalota galathea (Thieme, 1881)
- Cephalota hajdajorum Gebert, 2016
- Cephalota hispanica (Gory, 1833)
- Cephalota illecebrosa (Dokhtouroff, 1885)
- Cephalota jakowlewi (Semenov, 1896)
- Cephalota kutshumi (Putchkov, 1993)
- Cephalota littorea (Forskål, 1775)
- Cephalota luctuosa (Dejean, 1831)
- Cephalota maura (Linnaeus, 1758)
- Cephalota pseudodeserticola (W.Horn, 1891)
- Cephalota schrenkii (Gebler, 1841)
- Cephalota susanneae Gebert, 1994
- Cephalota tibialis (Dejean, 1822)
- Cephalota turcica (Schaum, 1859)
- Cephalota turcosinensis (Mandl, 1938)
- Cephalota vartianorum (Mandl, 1967)
- Cephalota vonderdeckeni Gebert, 1992
- Cephalota zarudniana (Tschitscherine, 1903)

## Systématique
Le nom valide complet (avec auteur) de ce taxon est Cephalota Dokhturoff (d), 1883.
Cephalota a pour synonyme :
- Taenidia Rivalier, 1950

Selon BioLib (26 octobre 2024) ce genre se sous-divise en trois sous-genres :
- Cephalota (Cassolaia) Wiesner, 1985
- Cephalota (Cephalota) Dokhturov, 1883
- Cephalota (Taenidia) Rivalier, 1950